# 三浦祐太朗
三浦祐太朗（1984年4月30日—） 是日本的一個演員、搖滾歌手、日本樂團的成員兼創作歌手。
他是日本演員三浦友和與日本著名歌手山口百惠的長子。

## 生平
1984年，三浦祐太朗在東京都港區的山王醫院出生，他是演員三浦友和和歌手山口百惠的首名兒子，他有一名弟弟三浦貴大。他在國立市長大的，他在小學階段和中學階段的時候也是一位足球學社的一員，他在小學的時候有意立志成為一位學校的合唱團的一員。
三浦祐太朗曾在成城學園中學校高等學校和成城大學，他在成城大學法學院畢業，他在大學生活是一位水球運動員和曾參加野外求生技能的訓練而已。祐太朗在水球部擔任隊長。救生部在靜岡縣的白濱海岸呆了一個月，進行了海洋的監視活動。除此之外，學生時代還當過滑雪、游泳教練和家庭教師的兼職。
祐太朗的音樂活動正是中學時代的同學組成樂隊，Peaky SALT誕生了。大學時代將演示磁帶傳送到各個地方，決定出道。2008年11月26日，作為Peaky SALT以第1張單曲《Itoshi Setsuna 奈米達》正式出道。出道當時，在樂隊裡不是本名，而是自稱“優”，父母的事隱為隱。但僅僅一個月後，梨元勝就察覺到了這一事實，後於世人所知。Peaky SALT由於成員的退出，以及作為藝術家的方向性不同，在2010年停止了活動。
2011年6月1日，以三浦祐太朗的名義啟動個人專案。巡遊各地的現場音樂廳，親自召集了新的伴奏樂隊成員石川恭平、高木博音等人。
2012年3月3日，在以松山千春的自傳為原作的舞臺劇《旅程～來自足寄～》的主演試鏡中，從報名總數823名中被選為主演的松山千春。同年8月1日，以松山千春的出道曲《啟程》的翻唱，從環球J個人出道。
2014年，出演舞臺劇《FLAMENCO曾根崎心中》（宇崎龍童、阿木燿子製作）。
2017年7月5日，實母發行了演唱現役歌手時代的熱門歌曲的翻唱專輯《I'm HOME》，同年11月9日時銷量突破7萬張。
2018年8月1日，專輯《FLOWERS》發行。收錄曲《菩提樹》是宇崎龍童作曲、阿木燿子作詞，作為舞臺劇《Ay曾根崎心中》的劇中歌而演唱的。
2019年10月2日，專輯《Blooming Hearts》發行。收錄的歌曲是親生母親現役歌手時代的熱門歌曲，也是神奈川縣橫須賀市的當地歌曲《橫須賀故事》的翻唱。
自從個人出道以來，在全國各地的購物中心進行了300多次免費的迷你演唱會。
2020年6月12日，與聲優、歌手牧野由依結婚。同年8月31日播出的《徹子的房間》出演時，透露了3月第一次向父母介紹牧野時的樣子，“妻子是第一次向父母介紹女性”
2020年10月20日，由出生和成長的國立市委以國立市觀光大使。
2021年10月13日，妻子牧野由依報告懷孕第一胎。2022年3月21日，報告第1個孩子的誕生。

## 資料來源
1. ↑  . 朝日新聞社. 1984  [2023-04-03]. （原始内容存档于2023-04-04） （日语）.